# Cécile Mourer-Chauviré
Cécile Mourer-Chauviré (* 5. November 1939 in Lyon) ist eine französische Paläornithologin. Sie ist am Labor für Geologie der Universität Lyon.

## Leben
Mourer-Chauviré kam als zweites von sechs Kindern in Lyon zur Welt. Ihr Vater war Augenarzt. In Lyon besuchte sie die Grund- und Sekundarschule. 1955 erlangte sie den ersten Teil des Baccalauréats und 1956 den zweiten. Am Ende des Jahres 1956 durchlief sie ein Auswahlverfahren, nach dem sie als einzige von zehn Bewerbern einen Studienplatz an der Universität Lyon erhielt. Sie konzentrierte sich auf die Naturwissenschaften und erhielt verschiedene Diplome in Zoologie, Botanik und Geologie.
Sie beschrieb einige in Afrika gefundene Vogel-Fossilien, die sonst südamerikanischen Faunen entstammen: Namibiavis senutae (2003), einen dem Hoatzin ähnlichen Vogel aus dem unteren Miozän von Namibia, und Lavocatavis africana, einen Terrorvogel aus dem Eozän des südwestlichen Algerien. Beide sind nicht flugfähig (Terrorvogel) bzw. schlechte Flieger (Hoatzin), was ein biogeographisches Problem stellt. Im Fall des Terrorvogels vermuteten Mourer-Chauviré und Kollegen einen nachträglichen Flugverlust in einer konvergenten Entwicklung mit ihren südamerikanischen Vettern nach Ausbreitung von Südamerika aus oder ein Insel-Springen im damals noch 1000 km breiten Südatlantik.
Mit Terrorvögeln und ihrer Systematik befasste sie sich schon in einer Reihe von Arbeiten in den 1980er Jahren. Sie studierte auch die Entwicklung der Flugunfähigkeit bei Vögeln und Vögel aus dem Eozän und Oligozän in Frankreich aus den Phosphoriten in Spaltenfüllungen in Quercy in Frankreich, zum Beispiel Eulen, Terrorvögel.
2011 beschrieb sie den frühesten Hühnervogel (Galliformes) aus Afrika, aus dem Paläogen von Namibia. 2005 stellte sie gemeinsam mit Jean-Christophe Balouet die neue Familie Sylviornithidae für das 1980 von François Poplin beschriebene fossile Großfußhuhn Sylviornis neocaledoniae aus Neukaledonien auf.
Sie publizierte unter anderem mit Gerald Mayr vom Senckenberg-Museum. Unter anderem benannten sie (und Herculano Alvarenga) einen in Brasilien gefundenen Hoatzin aus dem Miozän/Oligozän (Hoazinavis). Sie arbeitete auch mit Pierce Brodkorb.
1999 stellte sie eine Theorie auf, wonach bereits von 180.000 bis 230.000 Jahren verheerende Vulkanausbrüche zu einer großen Aussterbewelle auf Réunion geführt haben.
Sie hatte bis 2000 den ersten Sekretärsposten der Society of Avian Paleontology and Evolution (SAPE) inne. Ihr Nachfolger wurde Gerald Mayr.
Mourer-Chauviré ist mit dem Prähistoriker Roland Mourer verheiratet. Das Paar hat zwei Söhne, denen Mourer-Chauviré die fossile Papageienart Quercypsitta ivani und den fossilen Hühnervogel Ameripodius alexis gewidmet hat.

## Dedikationsnamen
2012 ehrten Zbigniew M. Bocheński und Kenneth Campbell Mourer-Chauviré mit der fossilen Eulenart Asphaltoglaux cecileae., deren Überreste in den Teergruben von La Brea entdeckt wurden. Weitere nach Mourer-Chauviré benannte Taxa sind Tyto mourerchauvireae Pavia, 2004 und Oligosylphe mourerchauvireae Mayr & Smith, 2002 und Chauvireria balcanica Boev, 1997. 2008 benannten die Herpetologen Edwin Nicholas Arnold und Roger Bour die ausgestorbene Skinkart Leiolopisma ceciliae von Réunion nach Cécile Mourer-Chauviré.

## Schriften
- Les oiseaux du pleistocene moyen et superieur de France. Documents des Laboratoires de Géologie (Labor für Geologie Lyon) 1976.
- Les Strigiformes (Aves) des Phosphorites du Quercy (France): Systématique, Biostratigraphie et Paléobiogéographie. In: Documents des Laboratoires de Géologie Lyon. 99, 1987, S. 89–135.
- Les Gruiformes (Aves) des Phosphorites du Quercy (France). 1. Sous-ordre Cariamae (Cariamidae et Phorusrhacidae). Systématique et biostratigraphie. In: Palaeovertebrata. 13, 1983, S. 83–143.
- Les Caprimulgiformes et les Coraciiformes de l’Eocène et de l’Oligocène des Phosphorites du Quercy et description de deux genres nouveaux de Podargidae et Nyctibiidae. In: H. Quellet (Hrsg.): Acta XIX congressus internationalis ornithologici. University of Ottawa Press, 1989, S. 2047–2055.
- The Galliformes (Aves) from the Phosphorites du Quercy (France): systematics and biostratigraphy. In: K. E. Campbell (Hrsg.): Papers in Avian Paleontology honoring Pierce Brodkorb. Nat. Hist. Mus.Los Angeles County., Sci. Ser., 36, 1992, S. 67–95.
- Dynamics of the avifauna during the Paleogene and the Early Neogene of France. Settling of the recent fauna. In: Acta zool. cracov. 38, 1995, S. 325–342.
- The Messelornithidae (Aves: Gruiformes) from the Paleogene of France. In: D. S. Peters (Hrsg.): Acta palaeornithologica. Courrier Forschungsinstitut Senckenberg, 181, 1995, S. 95–105.
- Les relations entre les avifaunes du Tertiaire inférieur d’Europe et d’Amérique du Sud. In: Bull. Soc. Géol. France. 170, 1999, S. 85–90.
- Birds (Aves) from the Middle Miocene of Arrisdrift (Namibia). Preliminary study with description of two new genera: Amanuensis (Accipitriformes, Sagittariidae) and Namibiavis (Guriformes,Idiornithidae). In: M. Pickford, B. Senut (Hrsg.): Geology and Palaeobiology of the Central and Southern Namib. Vol. 2: Paleontology of the Orange River Valley. Ministry of Mines and Energy. Geological Survey of Namibia, Memoir 19, 2003, S. 103–113.
- mit Albrecht Manegold und Gerald Mayr: Miocene Songbirds and the Composition of the European Passeriform Avifauna. In: Auk. 121, 2004, S. 1155–1160.
- als Herausgeberin: L' évolution des oiseaux d'après de témoignage des fossiles: table ronde internationale du CNRS, Lyon-Villeurbanne, 18 - 21 Septembre 1985. (= Documents des Laboratoires de Géologie. Nr. 99). 1987, ISBN 2-85454-045-X.